# Liste d'écrivains belges
Pour un article plus général, voir Littérature belge.
La liste qui suit comporte des écrivains belges d'expression néerlandaise ou française. Le terme "belges" est employé dans cet article de manière large. Il englobe les personnes de nationalité belge et celles qui sont nées ou décédées dans des communes de Belgique (ou correspondant à l'actuel territoire de la Belgique pour les naissances antérieures à 1830).

## Langue française

### Nés avant 1800
| Patronyme            | Prénom(s)             | Année de naissance | Année de décès | Quelques œuvres                                                                              | Portrait |
| -------------------- | --------------------- | ------------------ | -------------- | -------------------------------------------------------------------------------------------- | -------- |
| Chastelain           | Georges               | 1405               | 1475           | Recollection des merveilles advenues de mon temps                                            |          |
| Hemricourt           | Jacques               | 1333               | 1403           | Miroir des Nobles de Hesbaye, Patron de la temporalité                                       |          |
| Le Bel               | Jean (ou Jehan)       | 1292               | 1370           | les Vrais Chroniques de Messire Jehan le Bel                                                 |          |
| de Ligne             | Charles Joseph        | 1735               | 1814           | Mes écarts ou Ma tête en liberté, Lettre et Pensées (1809), Mémoires et Mélanges historiques |          |
| Marche               | Olivier               | 1425               | 1502           | Mémoires                                                                                     |          |
| Marnix,              | Jean                  | 1580               | 1631           | les Représentations                                                                          |          |
| Outremeuse           | Jean                  | 1338               | 1400           | Geste de Liège, le Miroir des histoires, les Voyages de sir John Mandeville                  |          |
| Sainte Aldegonde     | Marnix                | 1540               | 1598           | Tableau des différends de la religion                                                        |          |
| Sigebert de Gembloux |                       | 1030               | 1112           | Des hommes illustres, Chronique universelle, Lettre apologétique                             |          |
| Walef                | Blaise Henri de Corte | 1661               | 1734           | le Combat des échasses, Rues de Madrid                                                       |          |

### Nés entre 1800 et 1900
| Patronyme     | Prénom(s)     | Année de naissance | Année de décès | Quelques œuvres | Portrait |
| ------------- | ------------- | ------------------ | -------------- | --- | -------- |
| Adine,        | France        | 1890               | 1977           | la Cité sur l'Arno |          |
| Avermaete     | Roger         | 1893               | 1988           | |          |
| Ayguesparse   | Albert        | 1900               | 1996           | le Vin noir de Cahors (1957), Simon la Bonté (roman 1965) |          |
| Baie,         | Eugène        | 1874               | 1963           | |          |
| Baillon       | André         | 1875               | 1932           | Histoire d'une Marie (1921), Zonzon Pépette, fille de Londres (1923), Délires, Le Perce-oreille du Luxembourg (1928) |          |
| Bovie         | Louise        | 1810               | 1870           | |          |
| Braun         | Thomas        | 1876               | 1961           | |          |
| Burniaux      | Constant      | 1892               | 1975           | Une petite vie (1929), les Temps inquiets (1944-1952), D'humour et d'amour (1968) |          |
| Carême        | Maurice       | 1899               | 1978           | |          |
| Courouble     | Léopold       | 1861               | 1937           | la Famille Kaekebroek (1902-1909), Images d'outre-mer (1904) |          |
| Crommelynck   | Fernand       | 1886               | 1970           | Tripes d'or, Le Cocu magnifique |          |
| De Bock       | Paul-Aloïse   | 1898               | 1985           | |          |
| De Coster     | Charles       | 1827               | 1879           | La Légende d'Ulenspiegel |          |
| Des Ombiaux   | Maurice       | 1868               | 1943           | |          |
| Destrée       | Jules         | 1863               | 1936           | |          |
| Doolaeghe     | Maria         | 1803               | 19384          | |          |
| d'Orbaix      | Désiré-Joseph | 1889               | 1943           | Le don du Maître (1912) |          |
| Eekhoud       | Georges       | 1854               | 1927           | Escal-Vigor (1889) |          |
| Elskamp       | Max           | 1862               | 1931           | |          |
| Flanders,     | John          | 1887               | 1964           | |          |
| Fontainas     | André         | 1865               | 1948           | |          |
| Gevers        | Marie         | 1883               | 1975           | Guldentop |          |
| Ghelderode,   | Michel        | 1898               | 1962           | Pantagleize |          |
| Gilbert       | Oscar-Paul    | 1898               | 1972           | |          |
| Gilkin        | Iwan          | 1858               | 1924           | |          |
| Giraud        | Albert        | 1860               | 1929           | |          |
| Goffin        | Robert        | 1898               | 1984           | |          |
| Grevisse      | Maurice       | 1895               | 1980           | Le Bon Usage |          |
| Hellens       | Franz         | 1881               | 1972           | Mélusine |          |
| Jacoby        | Adolphe       | 1888               | 1976           | |          |
| Krains        | Hubert        | 1862               | 1934           | |          |
| Lemonnier     | Camille       | 1844               | 1913           | Un mâle, Happe-Chair, La fin des bourgeois |          |
| Libbrecht     | Géo           | 1891               | 1976           | |          |
| Linze         | Georges       | 1900               | 1993           | |          |
| Maeterlinck   | Maurice       | 1862               | 1949           | Pelléas et Mélisande, L'Oiseau Bleu |          |
| Man           | Henri         | 1885               | 1953           | |          |
| Michaux       | Henri         | 1889               | 1984           | Plume (1938) |          |
| Mockel        | Albert        | 1866               | 1945           | |          |
| Moerman       | Ernst         | 1898               | 1944           | |          |
| Norge         | Géo           | 1898               | 1990           | |          |
| Nothomb       | Pierre        | 1887               | 1966           | |          |
| Nougé         | Paul          | 1895               | 1967           | |          |
| Noulet        | Émilie        | 1892               | 1978           | |          |
| Nyst          | Ray           | 1864               | 1948           | Histoire bohémienne, La Création du diable, Un prophète, Notre Père des bois, Les Histoires javanaises de Ridingoliar ; nombreux articles, chroniques, critiques, reportages, nouvelles, essais, études et proses parus dans les journaux et revues littéraires et artistiques de l’époque. |          |
| Picard        | Edmond        | 1836               | 1924           | |          |
| Pirenne       | Henri         | 1862               | 1935           | |          |
| Pirmez        | Octave        | 1832               | 1883           | |          |
| Plisnier      | Charles       | 1896               | 1952           | |          |
| Ray,          | Jean          | 1887               | 1964           | |          |
| Rodenbach     | Georges       | 1855               | 1898           | Bruges-la-Morte |          |
| Ruet          | Noël          | 1898               | 1965           | |          |
| Sottiaux      | Jules         | 1862               | 1953           | |          |
| Tallenay de   | Jeanne        | 1869               | 1920           | |          |
| Thiry         | Marcel        | 1897               | 1977           | |          |
| Tousseul      | Jean          | 1890               | 1944           | |          |
| T'Serstevens  | Albert        | 1886               | 1974           | |          |
| Van Hasselt   | André         | 1806               | 1874           | |          |
| Van Lerberghe | Charles       | 1861               | 1907           | |          |
| Vanzype       | Gustave       | 1869               | 1955           | |          |
| Verboom       | René          | 1891               | 1955           | |          |
| Verhaeren     | Émile         | 1855               | 1916           | Les Villages illusoires |          |
| Virrès        | Georges       | 1869               | 1946           | |          |
| Vivier        | Robert        | 1894               | 1989           | |          |
| Waller        | Max           | 1860               | 1889           | |          |

### Nés après 1900
| Patronyme  | Prénom(s)     | Année de naissance | Année de décès | Œuvres principales | Portrait |
| ---------- | ------------- | ------------------ | -------------- | --- | -------- |
| Adam       | Daniel        | 1955               |                | Une histoire tue, Et voilà le travail !, Lucid Casual |          |
| Adam       | Gérard        | 1946               |                | |          |
| Adamek     | André-Marcel  | 1946               | 2011           | La Grande nuit, Le Plus grand sous-marin du monde, Contes tirés du vin bleu, L'oiseau des morts, La couleur des abeilles, La fête interdite |          |
| Ancion     | Nicolas       | 1971               |                | Quatrième étage, L'Homme qui valait 35 milliards, La Cravate de Simenon |          |
| Andersen   | Christian     | 1944               | 2020           | Éléments pour un sacrifice, Ligatures et caillots "mécrits" et poèmes antérieurs |          |
| Andriat    | Frank         | 1958               |                | La Remplaçante, Rue Josaphat, Journal de Jamila, Mon pire ami, Tabou, Jolie libraire dans la lumière |          |
| Aubevert   | Jean-Michel   | 1952               |                | La chute dans le miroir (1991), Nombre de chienne (1997), Dormeurs égalitaires (2000), Les enchantements (2001),Abracadabra! (2001), Notre patrie des schizophrènes (2004), Bestiaire ornithorynque (2005), Chemin du dernier vivant (2006), Venir au jour (2008), Les utilités du rêve (2011), De lanterne et d'Améthyste (2012), Soleils Vivaces (2015), Journal d'un départ (2016 ), Lettre à un jeune paroissien (2016), Une enfance heureuse (2017), Tout coeur amoureux est révolutionnaire (2018)                                    |          |
| Aventin    | Christine     | 1971               |                | Le Cœur en poche, FéminiSpunk : le monde est notre terrain de jeu, Le Diable peint |          |
| Bal        | Willy         | 1916               | 2013           | |          |
| Baronian   | Jean-Baptiste | 1942               |                | |          |
| Bary       | Isabelle      | 1968               |                | La prophétie du jaguar |          |
| Bastia     | France        | 1936               |                | Une autruche dans le ciel et huit autres contes, Le cri du hibou |          |
| Bauchau    | Henry         | 1913               | 2012           | |          |
| Bernard    | Bruno         | 1966               |                | Export facile Pmi-Pme série |          |
| Bernier    | Armand        | 1902               | 1969           | |          |
| Bertin     | Charles       | 1919               | 2002           | |          |
| Bodart     | Roger         | 1910               | 1973           | |          |
| Bronne     | Carlo         | 1901               | 1987           | |          |
| Brucher    | Roger         | 1930               |                | |          |
| Chavée     | Achille       | 1906               | 1969           | |          |
| Cliff      | William       | 1940               |                | |          |
| Closson    | Herman        | 1901               | 1982           | |          |
| Compère    | Gaston        | 1924               |                | |          |
| Cornelus   | Henri         | 1913               | 1983           | |          |
| Crickillon | Jacques       | 1940               |                | |          |
| Ronday     | Myette        | 1949               |                | Comment devenir une mante religieuse quand on a les réflexes d'une fourmi (Le Comptoir, Diffusion Robert Laffont -épuisé) 1996 Madame Robinson (Flammarion) 2000 Le vélo de Berkowitz (Flammarion) 2001 Les morts sont devenus encombrants (5 Sens Éditions) 2017 Voyage avec Océâne,du Haut Quercy au Quercy Blanc (Un autre reg'Art) 2016 Arnal et la gauchère (Éditions Complicités) 2020 Un héritage d’amour (Éditions complicités) 2022 Un hiver fertile ( Editions Complicités) 2023 Lents ressacs,poèmes (Editions Sans escale) 2024 |          |
| Curvers    | Alexis        | 1906               | 1992           | |          |
| Dannemark  | Francis       | 1955               |                | "Choses qu'on dit la nuit entre deux villes" (1991), "La longue promenade avec un cheval mort" (1993) |          |
| Daubier    | Louis         | 1924               | 2001           | |          |
| De Corte   | Marcel        | 1905               | 1994           | |          |
| Degeye     | Jacques       | 1948               |                | "Meurtre en Ardenne" (2008), "Délivrance" (2010), "Sale temps pour les héros" (2016), "La grande Intuition" (2018), "La grâce de Joyce" (2019), "L'univers de James" (2020), "L'Exode" (2021) |          |
| Delaby     | Philippe      | 1914               | 1993           | |          |
| Delépinne  | Berthe        | 1902               | 2001           | |          |
| Depasse    | Brice         | 1962               |                | Ob-La-Di Ob-La-Dan (2018), Les enfants de la Lune (2019) |          |
| Detrez     | Conrad        | 1937               | 1985           | |          |
| Dever      | Simone        | 1905               | 1977           | Les séductions du ciel |          |
| Doms       | André         | 1932               |                | |          |
| Doppagne   | Albert        | 1912               | 2003           | |          |
| Dotremont  | Christian     | 1922               | 1979           | |          |
| Dubrau     | Louis         | 1904               | 1997           | |          |
| Dumont     | Fernand       | 1906               | 1945           | La région du cœur |          |
| Dumont     | Georges-Henri | 1920               | 2013           | |          |
| Engel      | Vincent       | 1963               |                | Retour à Montechiarro (2001), Requiem vénitien (2003), Les Absentes (2006) |          |
| Faucer     | Gaëtan        | 1975               |                | "Anaïs Nin : scandaleusement intime"(2023) "Molière : le Malade imaginaire est mort il y a 350 ans" (2023) "Sacha Guitry, ça rend fou, la littérature" (2022) |          |
| Foulon     | Roger         | 1923               | 2008           | |          |
| Frère      | Maud          | 1923               | 1979           | |          |
| Gascht     | André         | 1921               | 2011           | |          |
| Gillés     | Daniel        | 1917               | 1981           | |          |
| Goosse     | André         | 1926               |                | |          |
| Hamesse    | Anne-Michèle  | 1948               |                | Natale (1994), Le jeune homme de Calais(1995), L'Italie de Florence (1995), Bella disparue (1997), Le Voleur (2000), Villa Théodore (2003), Les Années Victoire (2012), Ma voisine a hurlé toute la nuit (2016), Le neuvième orgasme est toujours le meilleur (2019), Le Lac du Bois de la Cambre (2020) |          |
| Hanse      | Joseph        | 1902               | 1992           | |          |
| Haulot     | Arthur        | 1913               | 2005           | |          |
| Haumont    | Thierry       | 1949               |                | |          |
| Henoumont  | René          | 1922               | 2009           | |          |
| Lallemand  | Alain         | 1962               |                | L’homme qui dépeuplait les collines (2020) |          |
| Lamarche   | Caroline      | 1955               |                | |          |
| Lombé      | Lisette       | 1978               |                | La Magie du burn-out (2017), Black Words (2018), Tenir (2019) et Venus Poetica (2020) |          |
| Lowie      | Patrick       | 1964               |                | La légende des amandiers en fleur (2003), Marrakech désamour (2013), Le rêve de l'échelle (2018) |          |
| Minni      | Salvatore     | 1979               |                | Claustrations (2019), Anamnèse (2019) |          |
| Marian     | Nele          | 1906               | 2005           | Poèmes et chansons (1935), Banjo (1936), La Légende du vieux Bon Dieu (1944), Les Grands faits de l’histoire du pays wallon (1944) |          |
| Noiret     | Tina          | 1967               |                | Chants perdus (2014), La Femme invisible (2015), Le Caprice des dieux (2016) La Poétesse (2017) Andy Goldsworthy, un artiste écologiste Un statut d'artiste pour tous |          |
| Otte       | Jean-Pierre   | 1949               |                | 30 romans |          |
| Pirotte    | Christophe    | 1980               |                | La deuxième à droite, et droit devant jusqu'au matin ! (2021) |          |
| Stevo      | Jean          | 1914               | 1974           | |          |
| Teke       | Mehtap        | 1982               |                | Petite, je disais que je voulais me marier avec toi (2021), Au hasard heureux (2024) |          |
| Willemse   | Christiane    | 1955               |                | Recueils de nouvelles |          |
| Clarinval  | Denis         | 1959               |                | "Tragiques" (2023) ; "Chemins de campagne. Un hommage à Heidegger" (2024) ; "Tourments philosophiques" suivi de "L'anti-Deleuze" (2024) ; "L"anneau" suivi de "Contradictions" (2024) ; "Le fil d'Ariane : 1. L'urgence de la pensée" (2024) ; "Le devenir d'Esprit. Un hommage à Hölderlin" (2025) |          |

## Langue néerlandaise
| Patronyme | Prénom(s) | Année de naissance | Année de décès | Œuvres                                   |
| --------- | --------- | ------------------ | -------------- | ---------------------------------------- |
| Claus     | Hugo      | 1929               | 2008           | Le Chagrin des Belges                    |
| Hertmans  | Stefan    | 1951               |                | Le Cœur converti, Guerre et Térébenthine |

## à classer
- Haut – A
- B
- C
- D
- E
- F
- G
- H
- I
- J
- K
- L
- M
- N
- O
- P
- Q
- R
- S
- T
- U
- V
- W
- X
- Y
- Z

## B
- Luc Baba
- Roman Babowal
- Gaston Baccus
- Jan Baetens
- Jean-Baptiste Baronian
- Isabelle Bary
- Jean C. Baudet
- Bernard Baudour
- Laurent Bayot
- Julos Beaucarne
- Béatrix Beck
- Christian Beck
- André Beem
- Alain Berenboom
- Véronique Bergen
- Bruno Bernard
- Rose Berryl
- Sarah Berti
- Rémi Bertrand
- Bessora
- Paul Biron
- Philippe Blasband
- André Blavier
- Jean-Claude Bologne
- Joseph Boly
- Louis Paul Boon
- Alain Bosquet de Thoran
- Madeleine Bourdouxhe
- Antoine Boute
- Jacques Brel
- Renée Brock
- Huguette de Broqueville
- Elisa Brune
- Jan Bucquoy
- Sophie Buyse
- Cyriel Buysse

## C
- Michel Camus
- Henry Carton de Wiart
- Daniel Charneux
- Ernest Claes
- Jérôme Colin
- Marie Colot
- Hendrik Conscience
- Pierre Coran
- Dominique Costermans
- Arnold Couchard
- Paul Couturiau
- Olivier Coyette
- Benoît Coppée

## D
- Johan Daisne
- Thomas d'Ansembourg
- Maur Dantine
- Jacques Dapoz
- Alain Dartevelle
- Max Deauville
- Daniel De Bruycker
- Michel Debuy
- Valérie de Changy
- Victoire de Changy
- Jacques De Decker
- Marie-Pascale Defossé
- Stéphane De Groodt
- Eric de Haulleville
- Eugénie De Keyser
- Serge Delaive
- Louis Delattre
- Robert Delcourt
- Patrick Delperdange
- Gary d'Els
- Chantal Deltenre
- Charly Delwart
- Adrien de Meeûs
- Eugène Demolder
- Laurent Demoulin
- Caroline De Mulder
- Guy Denis
- Joseph Denoël
- Brice Depasse
- Bérengère Deprez
- Philippe De Riemaecker
- Eric Derluyn
- Eugène De Seyn
- Baron de Trannoy
- Xavier Deutsch
- Eddy Devolder
- Alain Dierckx
- Adeline Dieudonné
- Frédérique Dolphijn
- Claude Donnay
- Jean-Pierre Dopagne
- Madeleine Dorjoux
- Paul Dresse
- Thomas Dretart
- Jean-Luc Dubart
- André-Joseph Dubois
- Michel Ducobu
- Anne Dudant
- Anne Duguël
- Fabien Dumont
- Laurent Dumortier
- Marcel Dusaussois
- Pierre Duys

## E
- Olivier El Khoury
- Willem Elsschot
- François Emmanuel
- Paul Emond
- Vincent Engel
- Jonathan Stone Engélinus
- Emile Engels
- André-Bernard Ergo
- Étienne Éthaire

## F
- Michèle Fabien
- Thierry Falise
- André Fasbendair
- Gaëtan Faucer
- Francis Felix
- Vera Feyder
- Ludovic Flament
- Pascale Fonteneau
- Anne François
- Rose-Marie François

## G
- Eric Richard Gaillet
- George Garnir
- Nathalie Gassel
- Maurice Gauchez
- Féridah Guarini
- Guido Gezelle
- Marnix Gijsen
- Yvon Givert
- Guy Goffette
- Laurent de Graeve
- Julie Grêde
- Willy Grimmonprez
- Jean Groffier
- Pierre Guelff
- Julie Guerlan
- Thomas Gunzig

## H
- Anne-Michèle Hamesse
- Irène Hamoir
- Xavier Hanotte
- Adolphe Hardy
- Jacqueline Harpman
- Marie-Louise Haumont
- Pierre Hazette
- Kristien Hemmerechts
- Marcel Hennart
- Bernadette Herman
- Evelyne Heuffel
- Corinne Hoex
- Françoise Houdart
- Jean Hurdebise

## I
- Geert van Istendael
- Jacques Izoard

## J
- Jean Jauniaux
- Hedwige Jeanmart
- Armel Job
- Michel Joiret
- Philippe Jones
- Lieve Joris
- Hubert Juin

## K
- René Kalisky
- Serge Kalitz
- Christophe Kauffman
- Eva Kavian
- Anne-Marie Kegels
- Frédéric Kiesel
- Jean-Marie Klinkenberg
- Edgar Kosma

## L
- Françoise Lalande
- Alain Lallemand
- Caroline Lamarche
- Werner Lambersy
- Stéphane Lambert
- Hugues-Henri Lamy
- Hubert Lampo
- Tom Lanoye
- Ziska Larouge
- Stéphane Laurent
- Jean Lebon
- Alain le Bussy
- Charles Lecocq
- Ariane Le Fort
- Claire Lejeune
- Martial Lekeux
- Marcel Leroy
- Philippe Leuckx
- Madeleine Ley
- Simon Leys
- Béatrice Libert
- Henri Liebrecht
- Suzanne Lilar
- Jacques-Gérard Linze
- Karel Logist
- Christophe Lombardi
- Lisette Lombé
- Max Loreau
- Louis Lormel
- Jean Louvet
- Xavier Löwenthal
- Patrick Lowie

## M
- A. D. Martel
- Nicole Malinconi
- Françoise Mallet-Joris
- Constant Malva
- Eugène Maon
- Félicien Marceau
- Omer Marchal
- Marcel Mariën
- Denis Marion
- Monique Martin
- Raymond Masai
- Dominique Massaut
- Arthur Masson
- Paul Mathieu
- Claire Mathy
- Philippe Mathy
- Eugène Mattiato
- Bruce L. Mayence
- Pierre-Joseph Meeûs
- Marc Meganck
- Jacques Mercier
- Carole Merlot
- Pierre Mertens
- Archibald Michiels
- Charles Moeller
- Jean Mogin
- Nadine Monfils
- Marcel Moreau
- Jean Muno
- Marine Mouzelard

## N
- Paul Neuhuys
- Tuyêt-Nga Nguyen
- Jacques Nicolas
- Françoise Nimal
- Alexander Nobb
- Serge Noël
- Joseph Noiret
- Tina Noiret
- Rose Nollevaux
- Carl Norac
- Amélie Nothomb
- Juliette Nothomb
- Colette Nys-Mazure

## O
- Joseph Orban
- François Ost
- Jean d'Osta
- Jean-Pierre Otte
- Jean-Luc Outers
- Thomas Owen

## P
- Clément Pansaers
- Philippe Paquet
- Patrick Parmentier
- Ronald Pawly
- Barbara Pestel
- Odilon-Jean Périer
- Jean-Marie Piemme
- Louis Piérard
- Françoise Pirart
- Emmanuelle Pirotte
- Christophe Pirotte
- Jean-Claude Pirotte
- Alice Poelaert
- Grégoire Polet
- Paul Pourveur
- Annie Préaux
- Gérard Prévot
- Anne Provoost
- Pierre Puttemans

Pâques Marcelle

## Q
- Marc Quaghebeur
- Mimi Quinet
- Raymond Quinot

## R
- Jean-Paul Raemdonck
- Claude Raucy
- Martine Renders
- Anne Richter
- Foulek Ringelheim
- Gabriel Ringlet
- Julie River
- Juliette de Robersart
- Philippe Roberts-Jones
- Patrick Roegiers
- Dominique Rolin
- Marc Rombaut
- Myette Ronday
- Marie-Clothilde Roose
- Rossano Rosi
- J.-H. Rosny aîné
- Maria Rosseels

## T
- Vincent Tassiaux
- Herman Teirlinck
- Luc Templier
- Vicomte Terlinden
- Albin-Georges Terrien
- Georges Thinès
- Monique Thomassettie
- Félix Timmermans
- Bernard Tirtiaux
- Jean-Philippe Toussaint
- Pascale de Trazegnies

## V
- Guy Vaes
- Edmond Vandercammen
- Raoul Vaneigem
- Marie Van Langendonck
- Stephan Van Puyvelde
- Roger Van Rogger
- Jean-Pierre Verheggen
- Henri Vernes
- Laurence Vielle
- Jeanne de Vietinghoff
- Gabrielle Vincent
- Patrick Virelles
- Michel Voiturier
- Pascal Vrebos
- Christine Van Acker
- Christian Van Moer
- Andre Verstandig

## W
- Francis Walder
- Françoise Wanson
- Monique Watteau
- Alphonse Wauters
- Antoine Wauters
- Véronique Wautier
- Jean-Luc Wauthier
- Isabelle Wéry
- Joseph Weterings
- François Weyergans
- Paul Willems
- John Wilms
- Raymond Wilvers
- Évelyne Wilwerth
- Karel van de Woestijne
- Liliane Wouters
- Christiane Willemse

## Y
- Charles d'Ydewalle
- Yessin Harroy

## Z
- Paolo Zagaglia
- Lode Zielens